# Pedro Labernia Esteller
Pedro Labernia Esteller (ur. 19 lutego 1802 w Traiguerze, zm. 26 czerwca 1860) – hiszpański językoznawca i leksykograf.
Urodził się w Traiguerze w walencjańskiej prowincji Castellón. Studiował filozofię i teologię w seminarium duchownym w Tortosie. Następnie, w wieku 23 lat przeniósł się do Barcelony, miasta, w którym mieszkał do śmierci. Kontynuował tam kształcenie w zakresie teologii, ostatecznie jednak doktoryzował się z literatury (1828). Wykładał łacinę i nauki humanistyczne w barcelońskim Colegio de Sant Pere. W 1836 włączony, jako członek honorowy, do Reial Acadèmia de Bones Lletres.
Znany przede wszystkim z opracowania Diccionari de la llengua catalana ab la correspondencia castellana y llatina (1839−1840), przez niektórych uznawanego za dzieło założycielskie współczesnej leksykografii katalońskiej. Kilka lat później ogłosił jego hiszpańsko-katalońsko-łacińską kontynuację (Diccionario de la lengua castellana con las correspondencias catalana y latina, 1844−1848). Rozbudowywaniu i udoskonalaniu tej pracy poświęcił znaczną część intelektualnie czynnego życia.
Opublikował ponadto Ortografía de la lengua castellana (1849), Diccionario manual de la lengua castellana con la correspondencia latina (1850), Gramática latina (1852) oraz Diccionario manual de la lengua latina con la correspondencia castellana (1853).